# Тешенмошель
Тешенмошель (нем. Teschenmoschel) — община в Германии, в земле Рейнланд-Пфальц. 
Входит в состав района Доннерсберг. Подчиняется управлению Роккенхаузен.  Население составляет 118 человек (на 31 декабря 2010 года). Занимает площадь 3,73 км².